# Daniele Vitali (archeologo)
Daniele Vitali (Bologna, 1948) è un archeologo italiano, professore di archeologia classica presso l'Università della Borgogna a Digione.

## Biografia
Membro dell'UMR 6298/ CNRS ArTeHiS (Archéologie, Terre, Histoire, Sociétés), è stato fino al 1997 ricercatore presso il dipartimento di archeologia dell'Università di Bologna e successivamente professore associato di pre-protostoria tra il 1998 e il 2009, titolare della cattedra di archeologia ed antichità celtiche).
Dal 1999 al 2009 ha insegnato presso la Scuola di Specializzazione in Archeologia e alla Scuola di Dottorato in Archeologia dell'Università di Bologna. 
Dal 1996 al 1997 è stato docente di presso la Chaire internationale del Collège de France, Parigi.

## Principali missioni archeologiche
Ha diretto missioni dell'Università di Bologna nei seguenti progetti di ricerca programmati:
Italia
- Necropoli villanoviana di a Ca' dell'Orbo (Bologna);
- Insediamento e necropoli celtico-etrusche di Monte Bibele (Monterenzio, Bologna);
- Insediamento arcaico San Basilio di Ariano nel Polesine (Rovigo) (tre campagne di scavo);
- Abitato etrusco presso Fiera Stadium (Bologna);
- Necropoli veneziana di Montebello Vicentino (Vicenza);
- Insediamento celtico-etrusco e necropoli di Monterenzio Vecchio (Monterenzio, Bologna);
- Necropoli celtica di Povegliano (Verona) (2006 - 2008).

Francia
- Insediamento celtico e romano a Bibracte, Mont Beuvray (1989 - 2011);

Ungheria
- Necropoli celtica di Sàjopetri (2005 e 2006).

## Attività museali ed espositive

### Musei
- Ideazione ed allestimento del Museo Archeologico Etrusco Nazionale P. Aria di Marzabotto (in collaborazione) (con guida a stampa) (1979);
- Riorganizzazione della sala preistorica del Museo Civico Archeologico di Bologna (con C. Morigi Govi) (con nuova guida a stampa)
- Ideazione ed allestimento del Museo Civico Archeologico Luigi Fantini di Monterenzio (con Catalogo a stampa) (1983);
- Ideazione ed allestimento del Nuovo Museo Civico Archeologico Luigi Fantini di Monterenzio (con collaborazione per la nuova guida a stampa) (2000);
- Collaborazione alla progettazione del Musée de la civilisation celtique di Bibracte (2003);

### Mostre
- Mostra archeologica La necropoli di Ca' dell'Orbo e il villanoviano bolognese , Museo civico archeologico (con catalogo a stampa) (Bologna, 1978);
- Collaborazione alla mostra Dalla stanza delle antichità, Museo Civico Archeologico (Bologna, 1984);
- Anno internazionale degli Etruschi collaborazione alla Mostra sugli Etruschi, sezioni Santuari Etruschi, Civiltà degli Etruschi (1985);
- Segretario scientifico della Mostra di Palazzo Grassi I Celti - La prima Europa, con catalogo a stampa (Venezia, 1990);
- I bronzi degli Etruschi, Celti e Romani nella Valle dell'Idice, Museo Archeologico F. Fantini (Monterenzio, 2006);
- Bere e mangiare tra Etruschi, Celti e Romani nella Valle dell'Idice, Museo Archeologico F. Fantini (Monterenzio, 2008).

### Direzione di convegni internazionali
- Celti ed Etruschi nell'Italia centrosettentrionale, dal V sec. a.C. alla romanizzazione, Bologna, Bologna, 1985.
- I Celti e il mondo greco, 21ª sessione del 3º meeting annuale dell ' European Association of Archaeologists [EAA], Ravenna, Ravenna, 1997.
- Animali tra uomini e dei, Archeozoologia del mondo preromano, Monterenzio-Bologna, Monterenzio-Bologna, 2002.
- La préhistoire des Celtes: actes de la table ronde, eltes et Gaulois: l'archéologie face à l'Histoire, Bologna-Monterenzio, Bologna-Monterenzio, 2005.
- Le fornaci e le anfore di Albinia, primi dati su produzioni e scambi dalla costa tirrenica al mondo gallico, Ravenna, 2006.
- Les Celtes et l 'Italie du Nord- I Celti e l 'Italia settentrionale, XXXVI Colloquio Internazionale dell'AFEAF, Verona, Verona, 2012.

## Opere principali
- Sul senso della preistoria negli scrittori latini, Roma, Accademia nazionale dei Lincei, 1977.
- Monte Bibele (Monterenzio) und andere Fundstellen der Keltischen epoche im Gebiet von Bologna, Vorgeschichtliches Seminar Philipps, Marburg, Universitat Marburg, 1985.
- Tombe e necropoli galliche di Bologna e del territorio, Bologna, Istituto per la storia di Bologna, 1992.
- L'immagine tra mondo celtico e mondo etrusco-italico: aspetti della cultura figurativa nell'antichità, Bologna, Gedit, 2003.
- I celti: storia e tesori di un'antica civiltà, Vercelli, White Star, 2007.
- Les Celtes d'Italie, Paris, College de France -Fayard, 2007.